# Violet McGraw
Violet Elizabeth McGraw (California, 22 aprile 2011) è un'attrice statunitense.

## Biografia
Nata in California, negli Stati Uniti d'America. 

### Carriera
Violet ha cominciato la sua carriera all'età di sei anni, quando ha fatto il suo debutto televisivo in un episodio di Reckless Juliets (2017), mentre l'anno successivo è apparsa in Love (2018). Proprio nel 2018 ha ottenuto il suo primo grande ruolo, quello della versione giovane di Nell Crain nella serie televisiva The Haunting of Hill House, prodotta da Netflix e diretta da Mike Flanagan. In seguito, nel 2019, ha partecipato ai film Our Friend, Doctor Sleep e Bennett's War. 
Nel 2021 si è unita al Marvel Cinematic Universe nel ruolo della giovane Yelena Belova in Black Widow. Nello stesso anno, viene annunciato che è stata ingaggiata per il film horror M3GAN, prodotto dalla Blumhouse e rilasciato nel gennaio 2023; nel seguente mese è stata confermata la sua presenza nel sequel, M3GAN 2.0, assieme ad Allison Williams. Nel maggio 2023, Violet entra a far parte del film indipendente A Wonderful Way with Dragons.
Nel novembre 2023, si aggiunge al cast del lungometraggio The Life of Chuck, diretto da Mike Flanagan, nonché adattamento dell'omonimo racconto dello scrittore statunitense Stephen King.

## Vita privata
È sorella minore dell'attore Jack McGraw e dei gemelli Madeleine e Aidan McGraw.

## Filmografia

### Attrice

#### Cinema
- Ready Player One, regia di Steven Spielberg (2018) – non accreditata
- Bennett's War, regia di Alex Ranarivelo (2019)
- L'amico del cuore (Our Friend), regia di Gabriela Cowperthwaite (2019)
- Doctor Sleep, regia di Mike Flanagan (2019)
- Separation, regia di William Brent Bell (2021)
- Black Widow, regia di Cate Shortland (2021)
- A Christmas Mystery, regia di Alex Ranarivelo (2022)
- Megan, regia di Gerard Johnstone (2022)
- Credo a Babbo Natale (I Believe in Santa), regia di Alex Ranarivelo (2022)
- Thunderbolts*, regia di Jake Schreier (2025)
- M3GAN 2.0, regia di Gerard Johnstone (2025)

#### Televisione
- Reckless Juliets – serie TV, episodio 1x08 (2017)
- Love – serie TV, 2 episodi (2018)
- The Haunting – serie TV, 10 episodi (2018)
- Law & Order - Unità vittime speciali (Law & Order: Special Victims Unit) – serie TV, episodio 20x17 (2019)
- Jett - Professione ladra (Jett) – serie TV, 9 episodi (2019)

#### Cortometraggi
- Grummy, regia di R.H. Norman e Micheline Pitt (2021)

### Doppiatrice

#### Videogiochi
- Hello Neighbor (2017) – Mya Peterson
- Hello Neighbor: Hide & Seek (2018) – Mya Peterson

## Riconoscimenti
- Young Artist Awards
  - 2022 – Candidatura alla miglior giovane attrice in un film per Separation[9]
- Online Film & Television Association
  - 2019 – Candidatura al miglior cast in una serie televisiva per The Haunting[10]

## Doppiatrici italiane
Nelle versioni in italiano delle opere in cui ha recitato, Violet McGraw è stata doppiata da:
- Alice Pantile[11] in L'amico del cuore[12], Credo a Babbo Natale[13]
- Matilde Ferraro[14] in Doctor Sleep[15]
- Carolina Gusev[16] in Black Widow[17]
- Giulietta Rebeggiani[18] in Megan[19], M3GAN 2.0
- Giada Borgazzi in Thunderbolts*